# Xunquim
Xunquim ou Chongqing (chinês tradicional:重慶 ; chinês simplificado: 重庆; pinyin: Chóngqìng; Wade-Giles: Ch'ung-ch'ing) é uma cidade no sudoeste da China. Administrativamente, é um dos quatro municípios sob administração direta do governo central da República Popular da China (os outros três são Pequim, Xangai e Tianjin) e o único município localizado longe da costa. É a cidade mais populosa do mundo.
Xunquim era um município durante a administração da República da China (ROC), servindo como sua capital de guerra durante a Segunda Guerra Sino-Japonesa (1937-1945); durante esse período, Xunquim foi listado como um dos quatro centros de comando antifascista do mundo, junto com Washington, DC, Londres e Moscou. O município atual foi recriado em 14 de março de 1997 para ajudar a desenvolver as partes central e ocidental da China. O município administrativo de Xunquim tem uma população de mais de 30 milhões de habitantes, distribuídos por uma área do tamanho da Áustria.
A cidade de Xunquim, composta por 9 distritos urbanos e suburbanos, tem uma população de 8 518 000 habitantes em 2016. De acordo com o censo de 2010, Xunquim é o mais populoso município chinês e também o maior município diretamente controlado na China, contendo 26 distritos, oito municípios e quatro distritos autônomos.
A abreviação oficial da cidade, "Yú" (渝), foi aprovada pelo Conselho de Estado em 18 de abril de 1997. Esta abreviação é derivada do nome antigo de uma parte do rio Jialing que atravessa Xunquim e alimenta o rio Yangtze. Xunquim tem uma história e cultura significativas e, sendo uma das cidades centrais nacionais da China, serve como centro econômico da bacia do Yangtze. É um importante centro de fabricação e de transportes; um relatório de julho de 2012 da The Economist a descreveu como uma das "13 megalópoles emergentes da China".

## História

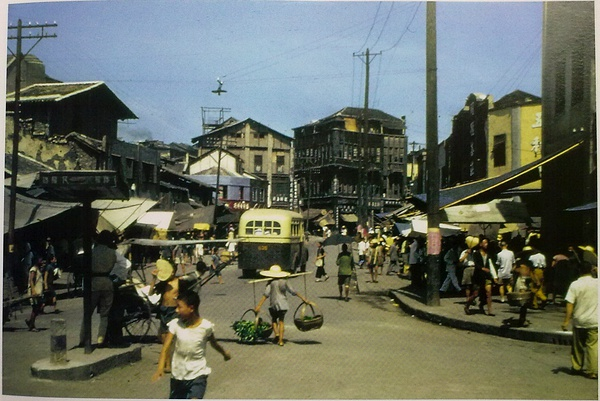
Xunquim em 1944

A cidade de Xunquim foi a capital do Reino Ba, antigo povo que desapareceu há cerca de 2 500 anos. Por estar longe da Rota da Seda, a cidade perdeu sua importância até o século XIX quando as potências estrangeiras com interesses na China solicitaram que a cidade fosse aberta aos estrangeiros.

### Século XX
Em 1901, criou-se uma colônia japonesa na cidade. Em 1938, Xunquim se transformou na capital provisória da China Nacionalista durante a Segunda Guerra Sino-Japonesa, depois da queda de Nanquim. Xunquim foi gravemente bombardeada pelas tropas japonesas durante esse período, mas resistiu devido, em parte, a bravura do povo, e em parte ao terreno montanhoso que a rodeava. Devido a ter virado a capital, muitas fábricas e universidades do leste da China foram movidas para a cidade, além de parte da população em retirada se situar na nova capital, isso fez, em poucos anos, a população passar de 200 mil habitantes para mais de um milhão. O governo de Chiang Kai-shek fugiu de Xunquim em 1949 após a derrota na Guerra Civil Chinesa.

## Geografia

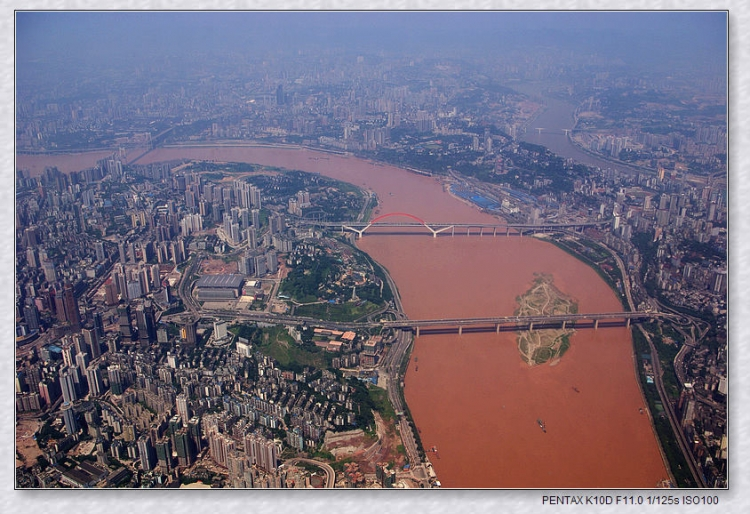
Imagem aérea de Xunquim

Xunquim está situada numa península sobre o rio Yang-tsé, no centro do país, cercada por altas montanhas. Limita-se com as províncias de Hubei, Honã, Guizhou, Xianxim e Sujuão. A cidade está localizada numa região com muitas colinas. Por isso, é de umas cidades chinesas com menor número de bicicletas por habitante.

### Clima
A cidade tem clima subtropical de monções, característico do sul da Ásia. Os invernos são moderadamente frios, com temperaturas oscilando entre 0 °C e 15 °C (não há neve) e os verões são extremamente quentes, cujas temperaturas freqüentemente ultrapassam os 40 °C, daí ser considerada um dos "fornos" da China. Durante boa parte do ano, Xunquim é rodeada por uma densa e espessa neblina, daí também ser conhecida por "cidade das névoas".

## Demografia

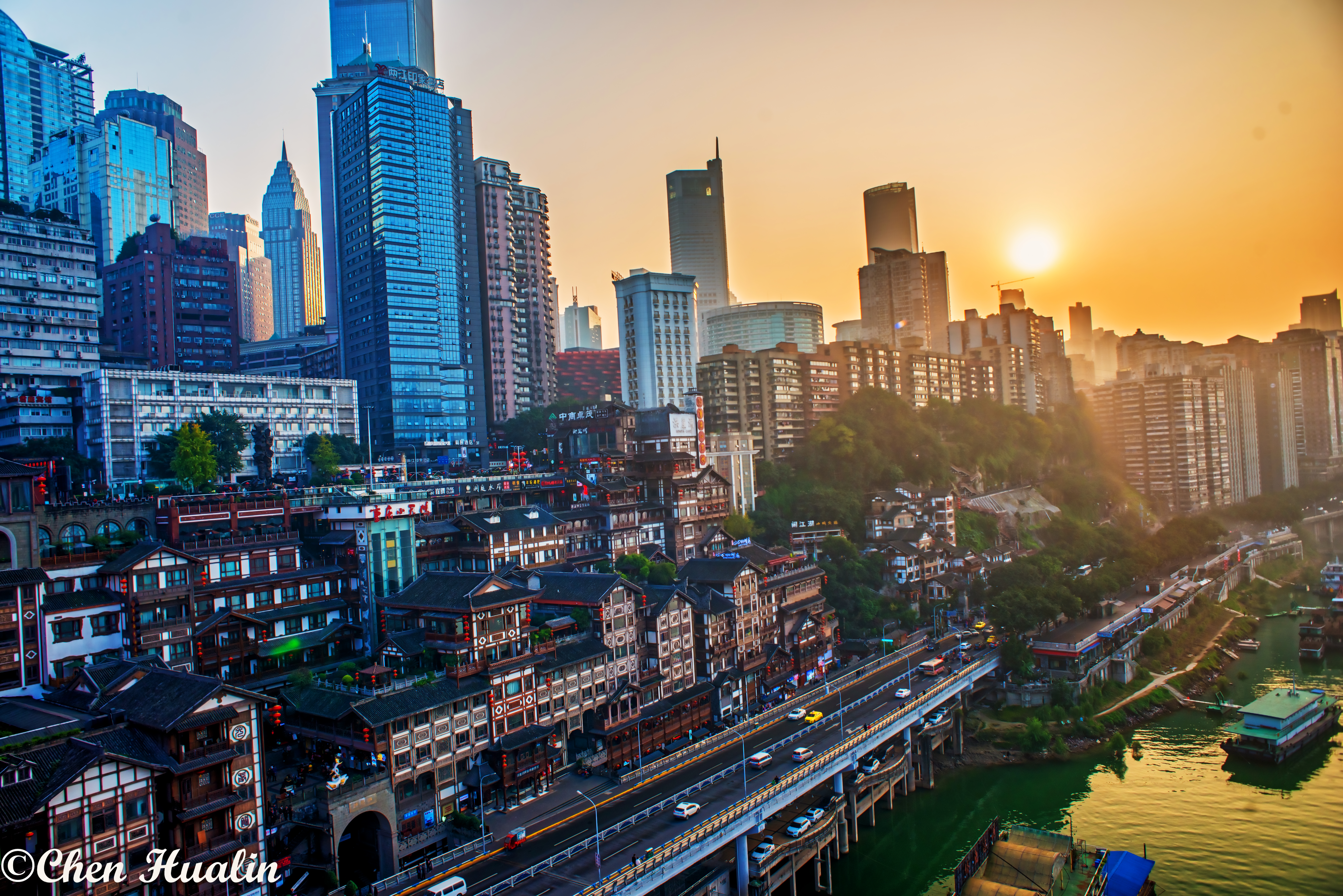
Os arranha-céus da cidade ao pôr do sol

Segundo um artigo de julho de 2010 da agência de notícias oficial Xinhua, o município tem uma população de 32,8 milhões, incluindo 23,3 milhões de agricultores. Entre eles, 8,4 milhões de agricultores tornaram-se trabalhadores migrantes, incluindo 3,9 milhões que trabalham e vivem nas áreas urbanas de Xunquim. A área metropolitana que abrange a área urbana central foi estimada pela Organização para Cooperação e Desenvolvimento Econômico (OCDE) como tendo, em 2010, uma população de 17 milhões.
Isso significaria que os agricultores registrados localmente, mas que trabalham em outras jurisdições, totalizam 4,5 milhões, reduzindo assim a população local de Xunquim em 2010 para 28,3 milhões, além daqueles registrados em outras jurisdições, mas que vivem e trabalham em Xunquim. De acordo com o anuário estatístico da China em 2005, de uma população total de 30,55 milhões, aqueles com residência registrada em outras jurisdições, mas que moram Xunquim, totalizaram 1,4 milhão, incluindo 46 000 que residiam em Xunquim "por menos de meio ano". Outros 83 000 se registraram na cidade, mas ainda não se estabeleceram lá.
O anuário estatístico de 2005 também lista 15,22 milhões (49,82%) do sexo masculino e 15,33 milhões (50,18%) do sexo feminino. Em termos de distribuição etária em 2004, da população total de 30,55 milhões, 6,4 milhões (20,88%) tinham entre 0 e 14 anos, 20,7 milhões (67,69%) entre 15 e 64 anos e 3,5 milhões (11,46%) tinham 65 anos ou mais.
De um total de 10 470 000 domicílios (2004), 1 360 000 consistiam em uma pessoa, 2 940 000 em duas pessoas, 3 190 000 em três pessoas, 1 790 000 em quatro pessoas, 783 000 em cinco pessoas, 270.000 em seis pessoas, 89 000 em sete pessoas, 28 000 em oito pessoas, 6 000 em nove pessoas e 10 000 em famílias com 10 ou mais pessoas.

### Religião

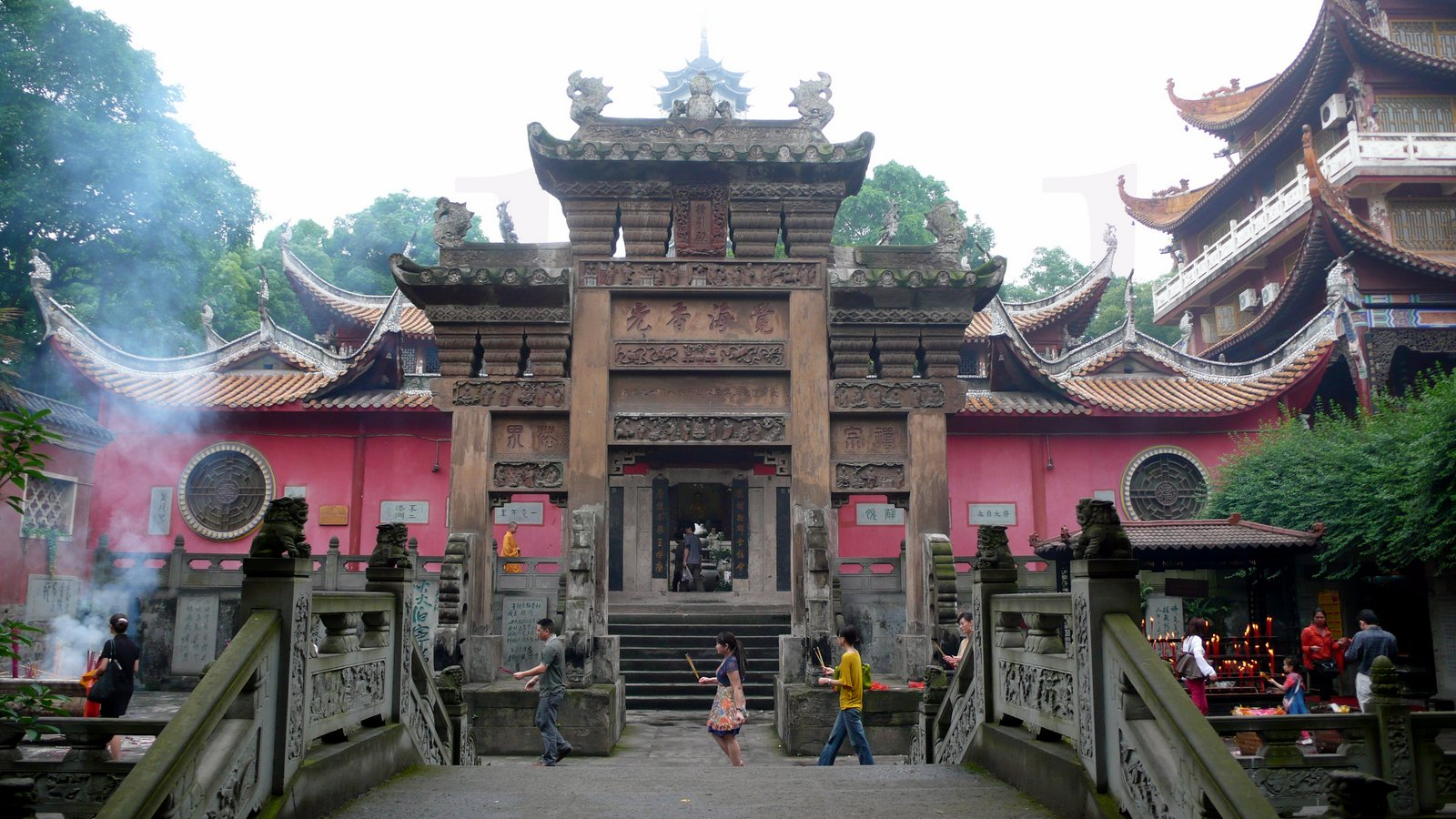
Templo budista no distrito de Jiulongpo

As religiões predominantes em Xunquim são as religiões chinesas, as tradições taoístas e o budismo chinês. De acordo com pesquisas realizadas em 2007 e 2009, 26,63% da população acredita e está envolvida em cultos de antepassados, enquanto 1,05% da população se identifica como cristã.
Os relatórios não deram números para outros tipos de religião; 72,32% da população pode ser irreligiosa ou envolvida no culto a divindades da natureza, budismo, confucionismo, taoísmo e crenças populares chinesas.

## Política

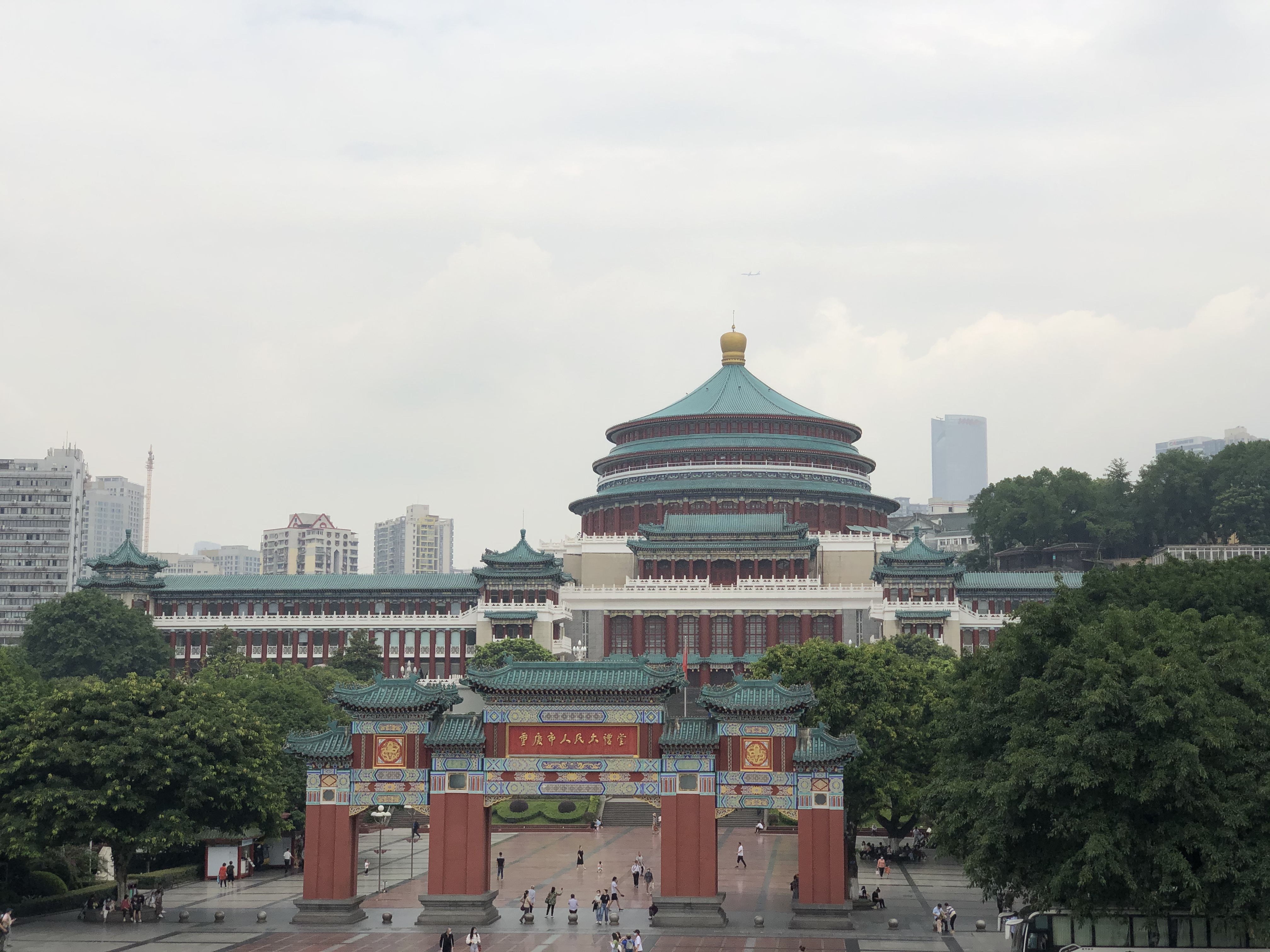
Grande Salão do Povo de Xunquim

### Cidades irmãs
- Washington, D.C., Estados Unidos
- Düsseldorf, Alemanha
- Seattle, Estados Unidos
- Hiroshima, Japão
- Mito, Japão
- Toronto, Canada
- Brisbane, Austrália
- Toulouse, França
- Leicester, Inglaterra
- Detroit, Estados Unidos
- Xiraz, Irã

## Subdivisões
| Divisões administrativas de Xunquim | Divisões administrativas de Xunquim | Divisões administrativas de Xunquim | Divisões administrativas de Xunquim | Divisões administrativas de Xunquim | Divisões administrativas de Xunquim | Divisões administrativas de Xunquim | Divisões administrativas de Xunquim | Divisões administrativas de Xunquim | Divisões administrativas de Xunquim | Divisões administrativas de Xunquim | Divisões administrativas de Xunquim | Divisões administrativas de Xunquim | Divisões administrativas de Xunquim |
| --- | ----------------------------------- | ----------------------------------- | ----------------------------------- | ----------------------------------- | ----------------------------------- | ----------------------------------- | ----------------------------------- | ----------------------------------- | ----------------------------------- | ----------------------------------- | ----------------------------------- | ----------------------------------- | ----------------------------------- |
| Wanzhou Fuling 1 Yuzhong 2 3 Jiangbei 4 5 6 Nan'an Beibei Qijiang Dazu Yubei Banan Qianjiang Changshou Jiangjin Hechuan Yongchuan Nanchuan 7 Tongliang Tongnan Rongchang Kaizhou Liangping Wulong Chengkou · Condado Fengdu · County Dianjiang · County Zhong · County Yunyang · County Fengjie · County Wushan · County Wuxi · County Shizhu · County Xiushan · County Youyang · County Pengshui · County 1. Yuzhong 2. Dadukou 3. Jiangbei 4. Shapingba 5. Jiulongpo 6. Nan'an 7. Bishan |                                     |                                     |                                     |                                     |                                     |                                     |                                     |                                     |                                     |                                     |                                     |                                     |                                     |

## Economia

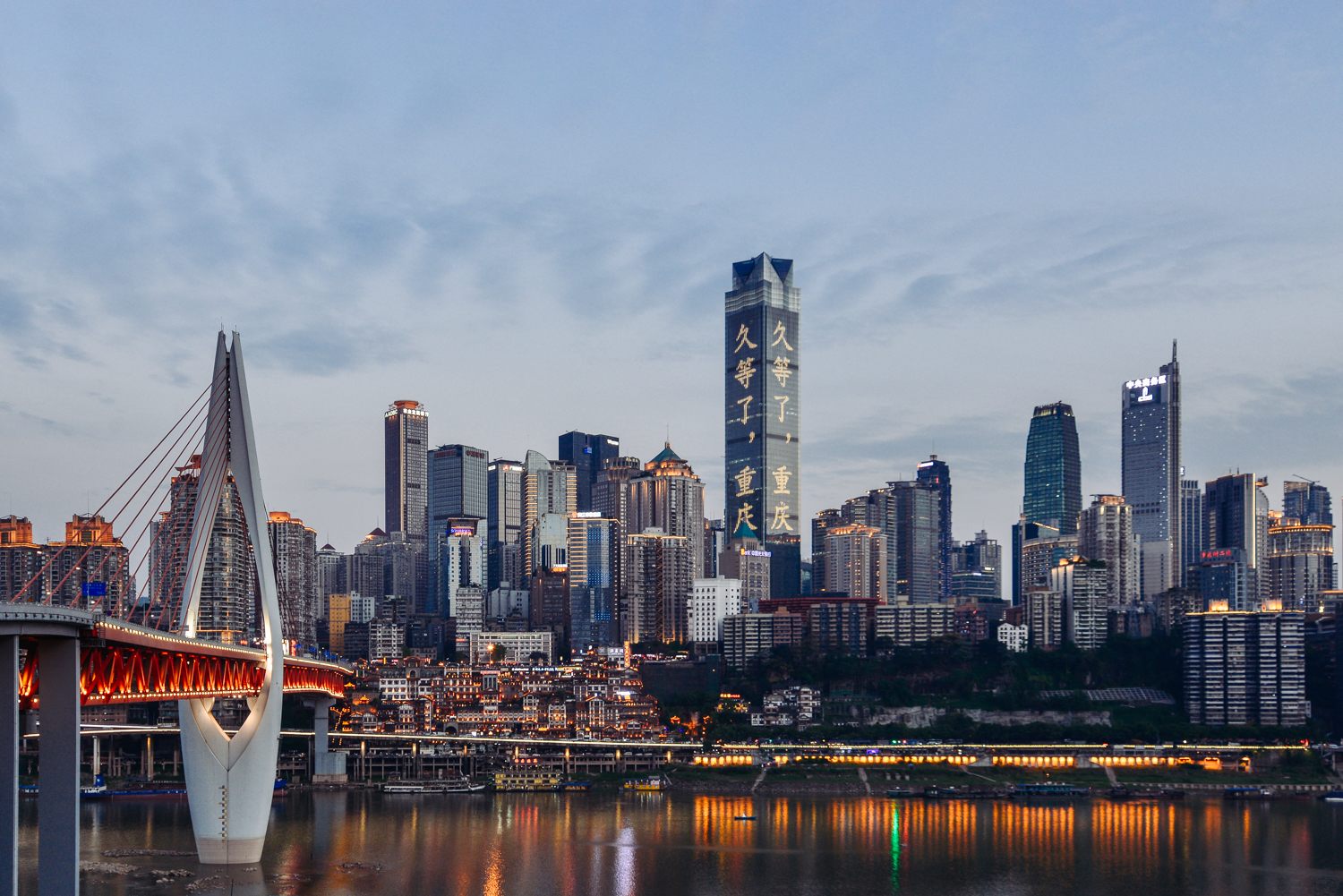
Centro financeiro de Xunquim

Xunquim é uma cidade com muitos mananciais de água mineral. Também tem grandes depósitos de carbono, gás natural, alumínio, estrôncio, mármore e mercúrio. Entre as indústrias do município, destacam-se as indústrias de maquinaria, química, petroquímica, farmacêutica e metalúrgica. Existem também várias propriedades agrícolas particulares. Os principais produtos são os cereais, a laranja, o tabaco e a seda.
Xunquim foi separada da província de Sujuão e transformada em município em 14 de março de 1997, a fim de acelerar seu desenvolvimento e, posteriormente, as áreas ocidentais relativamente mais pobres da China. Uma importante área industrial no oeste da China, Xunquim também está se urbanizando rapidamente. Estatísticas sugerem que a nova construção adicionou aproximadamente 137 000 metros quadrados de espaço útil diariamente para atender às demandas de residências, comércios e fábricas. Além disso, mais de 1 300 pessoas se mudam para a cidade diariamente, adicionando quase 100 milhões de iuãs (15 milhões de dólares) à economia local.
Tradicionalmente, devido ao seu afastamento geográfico, Xunquim e Sujuão têm sido importantes bases militares na pesquisa e desenvolvimento de armas. Xunquim é o terceiro maior centro chinês para produção de veículos a motor e o maior para motocicletas. Em 2007, tinha uma capacidade de produção anual de 1 milhão de carros e 8,6 milhões de motocicletas.

### Turismo

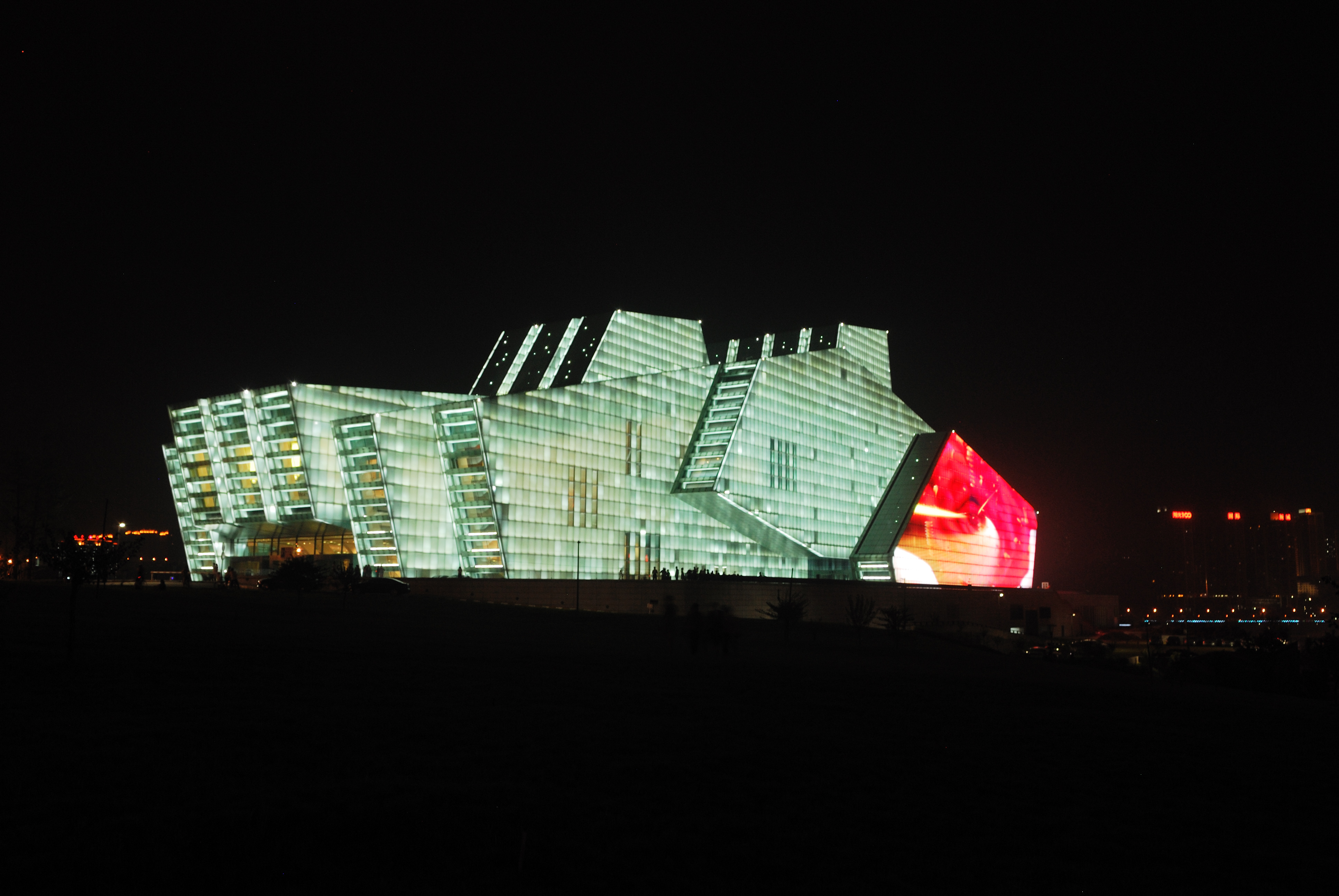
Grande Teatro de Xunquim

Como capital provisória da China por quase dez anos (1937 a 1945), a cidade também era conhecida como uma das três sedes dos Aliados durante a Segunda Guerra Mundial, além de ser um centro estratégico de muitas outras guerras ao longo da história da China. Xunquim tem muitos edifícios ou locais históricos de época de guerra, alguns dos quais foram destruídos desde então. Esses locais incluem o "Monumento da Libertação do Povo", localizado no centro da cidade. Era o edifício mais alto da região, mas agora é cercado e diminuído por inúmeros centros comerciais. Originalmente chamado de "Monumento à Vitória sobre os Exércitos do Eixo", é o único edifício na China para esse fim. Hoje, o monumento serve como um símbolo para a cidade. O Museu General Joseph W. Stilwell, dedicado ao general da Segunda Guerra Mundial Joseph Stilwell, o cemitério da força aérea na área de Nanshan, em memória aos membros da força aérea mortos durante a Segunda Guerra Sino-Japonesa (1937-1945), e o Museu da Pedra Vermelha, um local diplomático para o Partido Comunista da China em Chongqing, liderado por Zhou Enlai durante a Segunda Guerra, e o Jardim Cassia, onde Mao Zedong assinou o "Acordo de Paz Duplo 10 (10 de outubro)" com o Kuomintang em 1945.

## Infraestrutura

### Transportes

Estação Liziba do Metrô de Chongqing

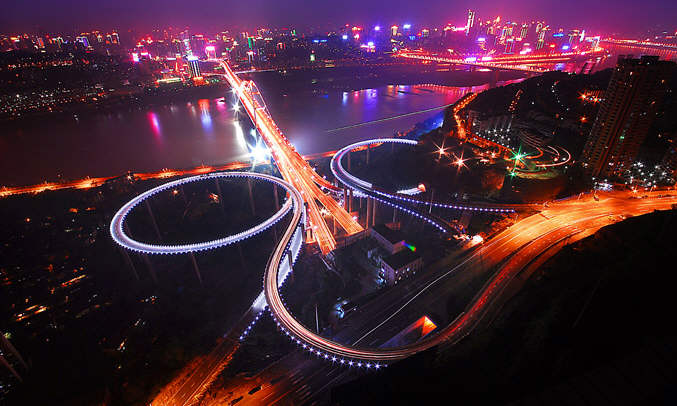
Ponte Caiuanba

Desde sua elevação a município em 1997, a cidade expandiu drasticamente sua infraestrutura de transporte. Com a construção de ferrovias e vias expressas para o leste e sudeste, Xunquim é um importante centro de transporte no sudoeste da China. Em outubro de 2014, o município tinha 31 pontes sobre o rio Yangtze, incluindo mais de uma dúzia no núcleo urbano da cidade. Além das duas primeiras pontes da cidade, que foram construídas, respectivamente, em 1960 e 1977, todas as outras pontes foram concluídas desde 1995. Xunquim também é um dos portos mais importantes da China. Existem inúmeros navios de cruzeiro de luxo que terminam em Xunquim, navegando rio abaixo ao longo do rio Yangtze até Yichang, Wuhan, Nanquim ou mesmo Xangai.
Tradicionalmente, a rede de rodovias em Xunquim é estreita, sinuosa e limitada a veículos menores por causa da topografia, dos grandes rios e da enorme demanda da população na área, especialmente no distrito de Yuzhong. Em outros lugares, como Jiangbei, grandes áreas de casas e edifícios foram recentemente limpas para melhorar a rede de estradas e criar um melhor planejamento urbano. Muitos túneis e grandes pontes foram construídas em toda a cidade. A construção de muitas vias expressas conectou Xunquim às províncias vizinhas. Várias estradas circulares também foram construídas. O terreno montanhoso natural da cidade dificulta a construção de muitos projetos de estradas, o que levou à criação de algumas das pontes rodoviárias mais altas do mundo. Ao contrário de muitas outras cidades chinesas, é raro ver motos, scooters elétricos ou bicicletas nas estradas de Xunquim, por conta da natureza extremamente montanhosa da região. No entanto, apesar disso, a cidade é um grande centro de fabricação para esses tipos de veículos.
O principal aeroporto de Xunquim é o Aeroporto Internacional de Chongqing Jiangbei. Está localizado no distrito de Yubei. O aeroporto oferece uma crescente rede de vôos diretos para toda a China, Sudeste Asiático, Oriente Médio, América do Norte e Europa. Está localizado a 21 km ao norte do centro da cidade e serve como um importante centro de aviação para o sudoeste da China. Existem outros dois aeroportos no município: o Aeroporto Qianjiang Wulingshan e o Aeroporto Wanzhou Wuqiao. Ambos são aeroportos menores e servem voos de passageiros para alguns destinos domésticos, incluindo Pequim, Xangai e Kunming.
O transporte público consiste em metrô, ferrovia interurbana, um sistema de ônibus onipresente e a maior rede de monotrilhos do mundo. De acordo com o ambicioso plano do governo municipal de maio de 2007, Xunquim investindo 150 bilhões de RMB ao longo de 13 anos para concluir um sistema que combina linhas de metrô subterrâneo com monotrilho pesado (chamado 'trilho leve' na China). Em 2017, cinco linhas de metrô: a Linha 1 de 14 km (8,7 milhas), um metrô convencional; o monotrilho pesado de 19 km da Linha 2 (até a Fase II); a Linha 3, um monotrilho pesado que conecta o aeroporto e a parte sul do centro da cidade; a Linha 5, aberta no final de 2017; e a Linha 6 que passa entre Beibei, uma cidade suburbana no extremo norte.